# Anotomys leander
Anotomys leander es una especie monotípica de roedor de la familia Cricetidae. Tiene 92 cromosomas.

## Distribución geográfica
Esta especie es conocida en tres localidades del norte de los Andes de Ecuador, entre los 2800 y 4000 m s. n. m.: cerca del volcán Pichincha y de la vencindad de Papallacta, en la provincia de Napo. Una cuarta localidad es conocida en la cordillera central colombiana, en el departamento de Tolima en el municipio de Cajamarca a 3044 m s. n. m.[cita requerida]

## Hábitat
Su hábitat natural son las tierras bajas subtropicales o tropicales y ríos.

## Estado de conservación
Se encuentra amenazada de extinción por la pérdida de su hábitat natural.